# Ferndorfbach
Der Ferndorfbach (vulgo die Ferndorf) im nordrhein-westfälischen Kreis Siegen-Wittgenstein ist ein rund 24 km langer, nördlicher und orographisch rechter Zufluss der Sieg und damit ihr längster Zufluss im (historischen) Siegerland.

## Name
Die ersten schriftlichen Belege des Bachs ab dem Jahr 1319 schreiben Verentref. Der Name beinhaltet das germanische Verb *far-a- mit der Bedeutung 'eilend, schnell' und die Endung -apa. Erst in der Neuzeit wurde der Name als Ferndorf umgedeutet.

## Geographie

### Quelle
Die Ferndorf entspringt im Südwesten des Rothaargebirges. Die Ferndorfquelle liegt im Naturpark Sauerland-Rothaargebirge südöstlich oberhalb des Hilchenbacher Dörfchens Oberndorf auf dem Nordhang des 649,9 m ü. NHN hohen Berges Buchenhain auf etwa 603 m Höhe; nordöstlich benachbart liegt der quellnahe Wollberg (649 m). Wenige Meter entfernt von der im Wald befindlichen Quelle liegt das Kulturdenkmal Helberhauser Schlag (ca. 610 m) mit dem nahen Grillplatz Ferndorfquelle (ca. 621 m) und dem dort vorbeiführenden Rothaarsteig. 2014 wurde die Ferndorfquelle renaturiert, 2018 neugefasst.

### Verlauf
Anfangs fließt die Ferndorf, die überwiegend in südwestlicher Richtung verläuft, nordwestwärts nach und durch Oberndorf und dann südwestwärts durch den Hilchenbacher Ortsteil Helberhausen. Dort nimmt sie linksseitig den ersten etwas größeren Zufluss auf, die Beche. Fortan fließt der Bach direkt südlich vorbei am Hilchenbacher Ortsteil Hadem und, nach Einmünden des Hadembachs, weiter durch die Hilchenbacher Kernstadt. Dort nimmt er rechts den Langenfelderbach und links den Wälderbach auf. Von Hilchenbach fließt die Ferndorf weiterhin in südwestlicher Richtung und nimmt im Ortsteil Allenbach links den Insbach und kurz darauf rechts den Breitenbach auf, der die Breitenbachtalsperre durchfließt. Danach verläuft die Ferndorf durch die Ortsteile/-lagen Hillnhütten, Schweisfurth und Dahlbruch. Dabei mündet rechts der von Müsen kommende und durch den Winterbach gespeiste Rothenbach ein. Anschließend verlässt er das Hilchenbacher Stadtgebiet.
Danach verläuft die Ferndorf durch Kreuztaler Stadtgebiet zwischen Lohe und Kredenbach und passiert südlich den Ortsteil Ferndorf. Dort nimmt sie einige kleine Bäche auf, dann folgt im Stadtkern von Kreuztal rechtsseitig die Littfe, und die Ferndorf wendet sich nach Süden. Anschließend passiert sie westlich den Ortsteil Buschhütten.
Ab dem Ortsteil Dillnhütten fließt die Ferndorf im Siegener Stadtgebiet, in dem sie teilweise von der Siegener Stadtautobahn, der Hüttentalstraße (B 54n), überbaut ist. Unterhalb von Dillnhütten passiert sie östlich den Ortsteil Geisweid. Dort nimmt sie den aus Richtung des Ortsteils Birlenbach kommenden Birlenbach auf und verläuft durch den Weidenauer Ortsteil Buschgotthardshütten.

### Mündung
Die Ferndorf mündet im Siegener Ortsteil Weidenau etwa 100 m südsüdwestlich des Hallenbads Weidenau auf etwa 247 m Höhe in den dort von Nordnordosten kommenden Rhein-Nebenfluss Sieg.

### Einzugsgebiet, Zuflüsse und Abfluss
Das Einzugsgebiet der Ferndorf, zu dem unter anderen auch die Einzugsgebiete des Breitenbachs, an dem sich die Breitenbachtalsperre befindet, der Littfe und des kleinen Birlenbachs gehören, umfasst 153 km² Fläche; dem stehen 134 km² der Sieg von deren Quelle bis zur Einmündung der Ferndorf gegenüber. Vom Abfluss (MQ) her ist der Wert für die Ferndorf mit 3,28 m³ (Pegel Weidenau 2) gegenüber 2,46 m³ der Sieg (Pegel Weidenau 1) sogar um ein Drittel größer, weshalb die Ferndorf aus hydrologischer Perspektive den eigentlichen Oberlauf der Sieg darstellt.
Zu den Zuflüssen gehören von der Quelle an abwärts gesehen:
| Name             | Seite  | Länge (km) | EZG (km²) | GKZ       | Durchflossene Orte (* Mündung)                |
| ---------------- | ------ | ---------- | --------- | --------- | --------------------------------------------- |
| Beche            | links  | 2,761      | 1,888     | 27214-12  | Helberhausen *                                |
| Hadembach        | rechts | 2,370      | 3,227     | 27214-14  | Hadem *                                       |
| Wälderbach       | links  | 4,042      | 4,407     | 27214-16  | Vormwald, Hilchenbach                         |
| Langenfelderbach | rechts | 4,288      | 7,856     | 27214-2   | Hilchenbach *                                 |
| Insbach          | links  | 5,080      | 5,486     | 27214-32  | Allenbach *                                   |
| Breitenbach      | rechts | 3,794      | 4,264     | 27214-34  | Siebeneichen *                                |
| Hörbach          | rechts | 1,642      | –         | 27214-394 | Hillnhütten *                                 |
| Rothenbach       | rechts | 4,672      | 8,963     | 27214-4   | Müsen, Dahlbruch, Schweisfurth *              |
| Lohebach         | rechts | 1,941      | 1,491     | 27214-52  | Lohe *                                        |
| Zitzenbach       | rechts | 4,504      | 2,948     | 27214-54  | Ferndorf *                                    |
| Irlenbach        | rechts | 3,191      | 2,071     | 27214-56  | Ferndorf *                                    |
| Ernsdorfbach     | rechts | 2,487      | 1,790     | 27214-58  | Ernsdorf, Kreuztal *                          |
| Littfe           | rechts | 12,708     | 50,155    | 27214-6   | Littfeld, Krombach, Kreuztal *                |
| Mattenbach       | links  | 3,029      | 2,810     | 27214-72  | Buschhütten *                                 |
| Setze            | links  | 4,307      | 6,922     | 27214-74  | Obersetzen, Niedersetzen, Dillnhütten *       |
| Birlenbach       | rechts | 7,209      | 21,041    | 27214-8   | Meiswinkel, Langenholdinghausen, Birlenbach * |

Die „oberste“ Ferndorf, oberhalb der Mündung des Langenfelderbachs, entwässert ein EZG von 14,351 km² (9,4 % des Ferndorf-EZG), die obere Ferndorf bis Rothenbach bereits eines von 39,649 km² (25,9 %) und die mittlere Ferndorf bis zur Littfe eines von 63,746 km² (41,6 %). Insbesondere die letztgenannte Zahl deutet an, dass beim Zufluss der Littfe (32,7 %) sich zwei annähernd ebenbürtige Flüsse vereinen.

### Einwohner im Einzugsgebiet
Wenn man folgende Einwohnerzahlen summiert, kommt man auf über 80.000 Einwohner im Einzugsgebiet der Ferndorf:
- Kreuztal: 30965

- Hilchenbach: 
  - Allenbach: 2015
  - Dahlbruch: 3640
  - Grund: 318
  - Hadem: 370
  - Helberhausen: 666
  - (Alt-)Hilchenbach: 3491
  - Müsen: 2417
  - Oberndorf: 70
  - Vormwald: 1033

- Freudenberg: 
  - Oberholzklau: 669
  - Niederholzklau: 160

- Siegen: 
  - Obersetzen: 843
  - Niedersetzen: 654
  - Weidenau: 16072
  - Geisweid: 13459
  - Dillnhütten: 261
  - Meiswinkel: 621
  - Buchen: 765
  - Sohlbach: 577
  - Birlenbach: 1016
  - Langenholdinghausen: 1951

Die Einwohnerdichte im Einzugsgebiet der Ferndorf beträgt insgesamt fast 540 EW/km². Damit ist das Einzugsgebiet dichter besiedelt als die gesamte Gemarkungsfläche von Hilchenbach, Kreuztal und Freudenberg, aber dünner besiedelt als Siegen.

### Rhein-Weser-Wasserscheide
Die Landschaft am Buchenhain und Wollberg mit dem Quellbereich der Ferndorf liegt auf der Rhein-Weser-Wasserscheide: Während die Ferndorf über die Sieg in den Rhein entwässert, fließen Wehbach und Elberndorfer Bach, die auf der anderen bzw. östlichen Seite der Berge entspringen, über die Eder und Fulda zur Weser.